# Katie Rennie
Pour les articles homonymes, voir Rennie.
Katie Rennie, née le 9 avril 1990, est une kayakiste sud-africaine pratiquant le slalom.

## Carrière
Elle est médaillée d'argent en K1 aux Championnats d'Afrique de slalom 2009 à Cradock.